# Fernan Garcia Esgaravunha
Fernan Garcia Esgaravunha (fl. XIII secolo) è stato un trovatore portoghese, attivo nella seconda metà del XIII secolo.
Membro della potente famiglia dei Sousa, era figlio di Garcia Mendiz de Eixo e marito della figlia di Abril Perez. Fu autore di venti testi: diciotto cantigas de amor, una cantiga de escarnio e una satira letteraria.